# Harlan County (Nebraska)
Harlan County is een county in de Amerikaanse staat Nebraska.
De county heeft een landoppervlakte van 1.432 km² en telt 3.786 inwoners (volkstelling 2000). De hoofdplaats is Alma.

## Bevolkingsontwikkeling

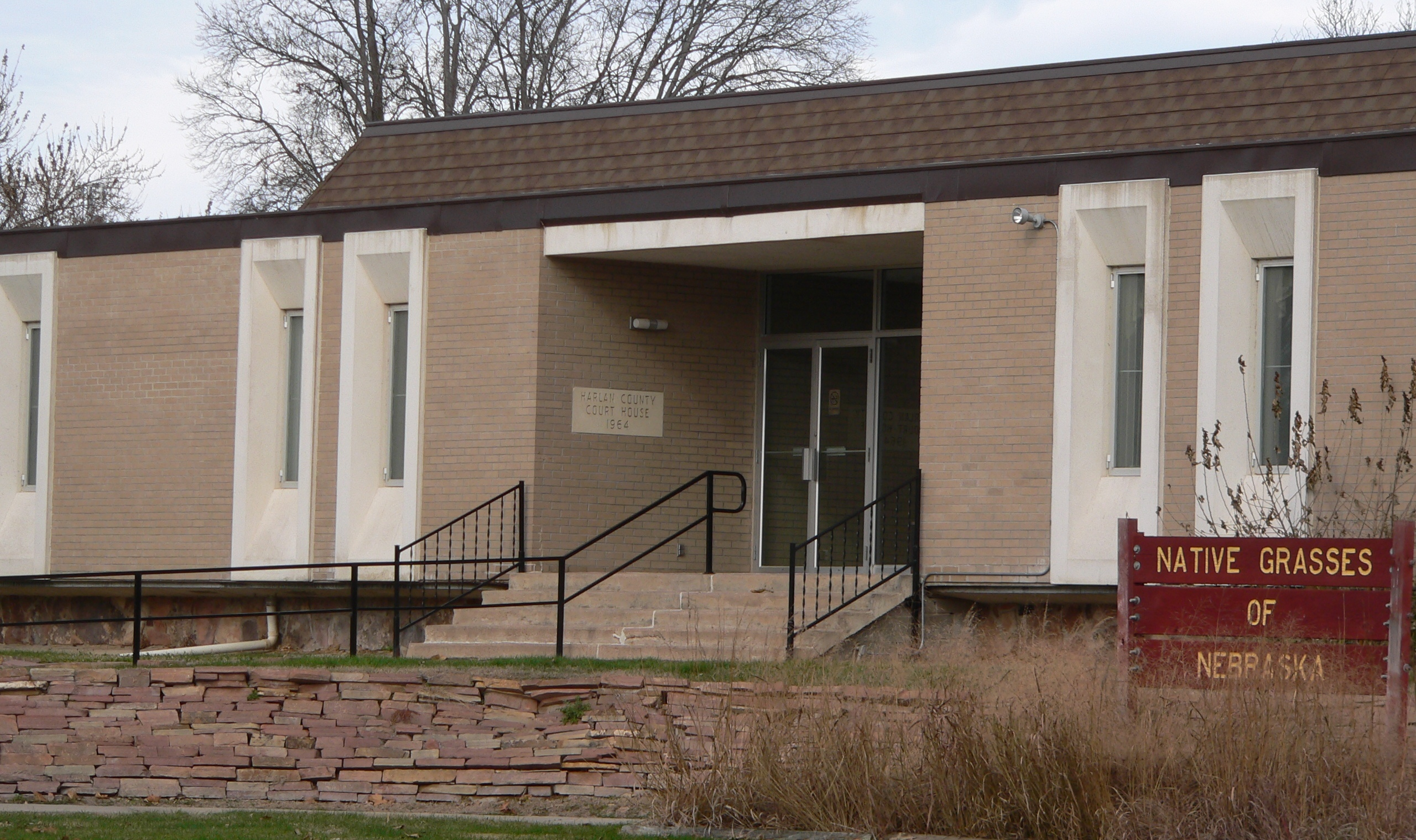
Harlan County Courthouse